# Aviatik C.II
L'Aviatik C.II era un  monomotore biplano da ricognizione sviluppato dall'azienda tedesco imperiale Automobil und Aviatik AG negli anni dieci del XX secolo e prodotto, oltre che dalla stessa, anche su licenza dalla Hannoversche Waggonfabrik.
Sviluppo del precedente Aviatik C.I, a sua volta derivato dagli Aviatik B.I e B.II non armati, venne principalmente utilizzato dalla Luftstreitkräfte, la componente aerea del Deutsches Heer (l'esercito imperiale tedesco), durante la prima guerra mondiale. Prodotto in un numero limitato, servì da base di sviluppo per il successivo Aviatik C.III.

## Storia del progetto
Durante le prime fasi della prima guerra mondiale, il rapido sviluppo dell'industria aeronautica rese necessario un costante adeguamento della flotta aerea delle varie nazioni impegnate nel conflitto. L'Idflieg, organo deputato alla gestione dell'aeronautica militare dell'Impero tedesco, emise a tal proposito una serie di specifiche atte ad ottenere velivoli dalle sempre migliori prestazioni, adeguate alle nuove esigenze belliche, da destinare ai reparti della Luftstreitkräfte, la componente aerea del Deutsches Heer (l'esercito imperiale tedesco).
Dopo che, nel 1915, l'Idflieg emise una specifica per la fornitura della nuova tipologia, indicata come C-Typ, di un modello da ricognizione biposto basata sui B-Typ ma che adottava un armamento difensivo, molte aziende aeronautiche tedesche presentarono i loro modelli, sostanzialmente basati sui precedenti biposto disarmati ma che avrebbero dato origine ad una serie di modelli derivati equipaggiati con motorizzazioni sempre più potenti ed armamenti difensivi sempre più efficienti.
L'Automobil und Aviatik, dopo aver realizzato il C.I, modello di successo prodotto, oltre che dalla stessa, anche su licenza dalla Hannoversche Waggonfabrik in migliaia di esemplari, appena divenuto disponibile il più potente motore Benz Bz.IV da 200 PS (147 kW) decise di avviarne lo sviluppo per migliorarne ulteriormente le prestazioni.
L'ufficio tecnico disegnò un velivolo molto simile al precedente riprendendo l'aspetto generale dei pari ruolo che venivano sviluppati nello stesso momento, monomotore in configurazione traente, cellula che abbinava una fusoliera biposto con abitacoli aperti ad una velatura biplana e semplice carrello d'atterraggio fisso. Come anche in uso nei primi B-Typ l'osservatore, che aveva compiti anche di mitragliere, sedeva nella postazione anteriore lasciando alla posteriore il pilota, soluzione che però non permetteva né un buon campo di tiro per il primo né un buon campo visivo per il secondo, soprattutto in fase di decollo ed atterraggio. Rispetto al precedente C.I. oltre al diverso motore e relativo impianto di scarico, gli unici elementi distintivi della cellula erano la presenza di un poggiatesta nell'abitacolo posteriore ed una diversa forma della pinna dorsale e dell'elemento verticale dell'impennaggio che raccordava.
Proposto alla commissione di valutazione Idflieg, ottenne l'autoriazione alla produzione della variante ed un ordine per 43 esemplari; tra questi vengono ricordati quelli con i numeri di serie 3108/16, 3135/16 e 3142/16.

## Tecnica
L'Aviatik C.II conservava l'aspetto generale, per l'epoca convenzionale, dei simili modelli prodotti nello stesso periodo dalle altre aziende: biplano, monomotore biposto con carrello fisso.
La fusoliera, realizzata con struttura ricoperta di tela verniciata, era caratterizzata da due abitacoli aperti in tandem, l'anteriore destinato all'osservatore con mansioni anche di mitragliere ed il posteriore destinato al pilota. Posteriormente terminava in un impennaggio classico monoderiva e piani orizzontali controventati da una coppia di montanti obliqui per lato.
La configurazione alare era biplana con ala superiore dall'apertura leggermente superiore dell'inferiore, collegate tra loro da una doppia coppia di montanti per lato ed integrati da tiranti in cavetto in acciaio. Sulla parte centrale dell'ala superiore era collocato il serbatoio di combustibile che alimentava il motore, con sistema di tipo a caduta.
Il carrello d'atterraggio era fisso, molto semplice, montato su una struttura tubolare al di sotto della fusoliera, dotato di ruote di grande diametro collegate da un asse rigido ed integrato posteriormente con un pattino d'appoggio.
La propulsione era affidata ad un motore Benz Bz.IV, un 6 cilindri in linea raffreddato a liquido capace di erogare una potenza pari a 200 PS (147 kW), posizionato all'apice anteriore della fusoliera, racchiuso da un cofano metallico ed abbinato ad un'elica bipala in legno a passo fisso.
L'armamento era costituito da una singola mitragliatrice Parabellum MG 14 calibro 7,92 mm montata su supporto brandeggiabile sull'abitacolo anteriore.

## Impiego operativo
L'Aviatik C.II cominciò ad essere inviato ai reparti della Luftstreitkräfte nel tardo 1915 ed impiegato come aereo da ricognizione in cooperazione con l'esercito sul fronte occidentale venendo presto rimpiazzato da modelli più recenti.

## Utilizzatori
Germania
- Luftstreitkräfte